# Acacia spathulifolia
Acacia spathulifolia är en ärtväxtart som beskrevs av Bruce R. Maslin. Acacia spathulifolia ingår i släktet akacior, och familjen ärtväxter. Inga underarter finns listade i Catalogue of Life.